# Osenauer Bach
Der Osenauer Bach ist ein knapp zwei Kilometer langer, nördlicher und rechter Zufluss der Dhünn, eines Nebenflusses der Wupper, im nordrhein-westfälischen Rheinisch-Bergischen Kreis.

## Geographie

### Verlauf
Der Osenauer Bach entspringt  am Südrand des Odenthaler Ortsteils Glöbusch  in der Flur Am Heider Busch in einem Laubwald auf einer Höhe von 148,5 m ü. NN.
Er fließt zunächst in südlicher, dann in südsüdwestlicher Richtung durch Waldgelände und wird dann in der Flur In der sauren Wiese auf seiner rechten Seite vom Wingensiefen gestärkt. Der Uppersberger Bach wechselt danach in der Flur Am Heidberg nach Süden und etwa 400 m bachabwärts in der Flur In der Rottlands Wiese wieder nach Südsüdwesten. Nach etwa 300 Meter später verlässt er den Wald und fließt durch den Ortsteil Osenau parallel zur Osenauer Straße.
Bei der Altenberger-Dom-Straße knickt er nach Südwesten ab, läuft dann nördlich dieser Straße entlang und mündet schließlich südlich von Osenau in der Flur Im hohen Ufer auf einer Höhe von etwa 69,9 m ü. NN von rechts in die Dhünn.

### Zuflüsse
- Wingensiefen (rechts), 0,3 km